# Svarttjärnen (Ramsbergs socken, Västmanland, 663513-146683)
Svarttjärnen är en sjö i Lindesbergs kommun i Västmanland och ingår i Norrströms huvudavrinningsområde.